# Find the Cost of Freedom
Find the Cost of Freedom è un brano musicale a cappella composto da Stephen Stills ed eseguita dal gruppo Crosby, Stills, Nash & Young (CSN&Y). Il brano fu pubblicato nel 45 giri Ohio/Find The Cost Of Freedom, l'anno successivo apparve nell'album Four Way Street.

## Storia e significato
sepolto nella terra.

Madre Terra ti ingoierà;

Sdraiati.»
(testo di Stephen Stills, 1970)
La canzone fu scritta un anno dopo la sparatoria della Kent State (a cui si fa riferimento nella canzone del lato A del 45 giri "Ohio") durante la quale furono uccisi dalla National Guard of the United States quattro studenti che protestavano contro la guerra del Vietnam.

## Formazione
- Stephen Stills: voce
- David Crosby: voce
- Graham Nash: voce
- Neil Young: voce

## Cover
Nel video Remember That Night: Live at the Royal Albert Hall di David Gilmour è stata eseguita una versione a cappella dallo stesso Gilmour insieme a David Crosby e Graham Nash (traccia 21 disco 1)